# 阿尔凯内
阿尔凯内，是西班牙阿拉贡自治区特鲁埃尔省的一个市镇。总面积57平方公里，总人口72人（2001年），人口密度1人/平方公里。